# Mago Barkas
Mago Barkas (243 - 203 v.Chr.) was een Carthaags veldheer. Hij was lid van de familie Barkas en speelde een belangrijke rol tijdens de Tweede Punische Oorlog door het leiden van de Carthaagse strijdkrachten tegen de Romeinse Republiek. Hij wordt gezien als de derde zoon van Hamilcar Barkas, hoewel bijna niets bekend is over de vierde zoon. Mago is veel minder bekend dan zijn oudere broers, de beroemde Hannibal en de minder bekende Hasdrubal.